# Cerodontha labradorensis
Cerodontha labradorensis är en tvåvingeart som beskrevs av Spencer 1969. Cerodontha labradorensis ingår i släktet Cerodontha och familjen minerarflugor.
Artens utbredningsområde är Labradorhalvön. Inga underarter finns listade i Catalogue of Life.